# Yitang (köpinghuvudort i Kina, Hubei Sheng, lat 31,10, long 113,70)
Yitang är en köpinghuvudort i Kina. Den ligger i provinsen Hubei, i den centrala delen av landet, omkring 79 kilometer nordväst om provinshuvudstaden Wuhan. Antalet invånare är 40 180. Befolkningen består av 19 447 kvinnor och 20 733 män. Barn under 15 år utgör 14,0 %, vuxna 15-64 år 75 %, och äldre över 65 år 9,0 %.
Runt Yitang är det tätbefolkat, med 819 invånare per kvadratkilometer. Närmaste större samhälle är Anlu, 18,1 km norr om Yitang. Trakten runt Yitang består till största delen av jordbruksmark.
Genomsnittlig årsnederbörd är 1 301 millimeter. Den regnigaste månaden är juli, med i genomsnitt 192 mm nederbörd, och den torraste är december, med 15 mm nederbörd.